# Schlacht bei Wiesloch (1799)
Ostrach – Feldkirch – Stockach I – Verona – Magnano – Cassano d’Adda – Bassignana – Frauenfeld – Winterthur – Zürich I – Trebbia – Mantua – Novi – Döttingen - Vlieter – Bergen – Gotthardpass – Teufelsbrücke – Dietikon – Zürich II – Linth – Muotatal – Näfels – Egmont – Castricum - Genola – Wiesloch – Genua – Rheinklingen – Engen – Stockach II –  Meßkirch – Biberach II – Montebello – Marengo – Höchstädt – Oberhausen – Brión – Hohenlinden – Walserfeld – Pozzolo – Kopenhagen – Algeciras I – Algeciras II
Die Schlacht bei Wiesloch (auch Treffen bei Wiesloch oder Gefecht bei Wiesloch genannt) fand während des Zweiten Koalitionskrieges am 3. Dezember 1799 statt.
Der Hintergrund war der Kampf um die von den Franzosen belagerte und mehrfach bestürmte Festung Philippsburg. Die Entsatzarmee unter dem österreichischen Feldmarschallleutnant Anton Sztáray von Nagy-Mihaly hatte Verstärkung erhalten, so dass sie nun etwa über 15.000 Mann verfügte. Am ersten Dezember gelang es ihm, die Stellungen des Gegners zu durchbrechen und zum vierten Mal Philippsburg zu entsetzen.
Am zweiten Dezember wurden die Franzosen weiter zurückgedrängt. Sie versuchten am 3. Dezember den Ort Wiesloch zu halten. Bei einem ersten Angriff der Gegner wurden sie aus dem Ort vertrieben, konnten ihn aber wieder einnehmen. In einem zweiten Sturmangriff konnten die Kaiserlichen den Ort endgültig nehmen. Auf stärkeren Widerstand verzichteten die Franzosen, weil sie ihr Ziel, die Deckung des rechten Flügels ihrer Hauptarmee beim Rückzug, erreicht sahen. Die französische Armee zog sich aus den rechtsrheinischen Gebieten zurück, und dies beendete ihre Belagerung der Festung Philippsburg.